# Immanuel Gottlieb Kolb

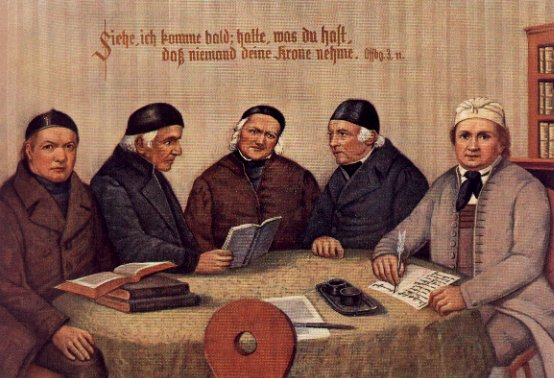
So genanntes „Fünf-Brüder-Bild“ mit Persönlichkeiten des württembergischen Pietismus; von links: Johannes Schnaitmann, Anton Egeler, Johann Martin Schäffer, Immanuel Gottlieb Kolb, Johann Michael Hahn.

Immanuel Gottlieb Kolb (* 28. Dezember 1784 in Schönaich; † 17. Februar 1859 in Dagersheim) war ein württembergischer Pädagoge und Pietist. Nach 1819 gab er den 13 Bände umfassenden schriftlichen Nachlass von Michael Hahn heraus. 1850 wurde er zum Ehrenbürger von Dagersheim ernannt, wo er 43 Jahre als Schulmeister gewirkt hatte. Später wurde er auch Ehrenbürger von Korntal.

## Leben
Er war ein Sohn des Schönaicher Schulmeisters Christoph Friedrich Kolb und dessen Frau Dorothea, die wiederum die älteste Tochter des früheren, mit Friedrich Christoph Oetinger befreundeten Schulmeisters Metzger war. Immanuel hatte neun Geschwister, von denen zwei früh starben. Die Familie lebte in großer Armut, zeitweise nur in einer Scheune. Nach der Konfirmation begann Immanuel eine Bäckerlehre in Steinenbronn, brach diese jedoch bald wieder ab und ließ sich vom Vater für den Lehrerberuf ausbilden.
Mit 16 Jahren kam Kolb als Provisor (Hilfslehrer) nach Mähringen bei Tübingen, von wo aus er den Schuldienst in Jettenburg versah. Zu seinen Tätigkeiten als Provisor in Mähringen zählten neben dem täglichen Schuldienst auch landwirtschaftliche Hilfstätigkeiten beim Schulmeister und das Aufziehen der Kirchenuhr. Ein bestimmtes Kosthaus hatte er in der Filialschule in Jettendorf nicht, er wurde häufig am Gesindetisch des dortigen Schultheißen versorgt. Die Bezahlung war äußerst gering, er erhielt 13 Gulden pro Halbjahr.
1801 wechselte er, weiterhin als Provisor, nach Öschelbronn, 1803 dann an den Geburtsort seines Vaters, nach Dagersheim. Nach zweieinhalb Jahren als Provisor in Dagersheim erhielt er ab Juli 1805 eine private Lehrerstelle in Denkendorf, wo er täglich elf und mehr Stunden unterrichtete. Speziell die Härten dieser frühen Berufsjahre führten Kolb zu einer intensiven religiösen Sinnsuche, die für ihn zum Ergebnis führte, dass harte Arbeit und einfache Lebensverhältnisse gottgefälliger wären als das Streben nach Wohlstand oder beruflichem Fortkommen. Eine seiner Aussagen war: „Ein Christ braucht in dieser Welt nur Nahrung und Kleidung, Arbeit und Kreuz.“

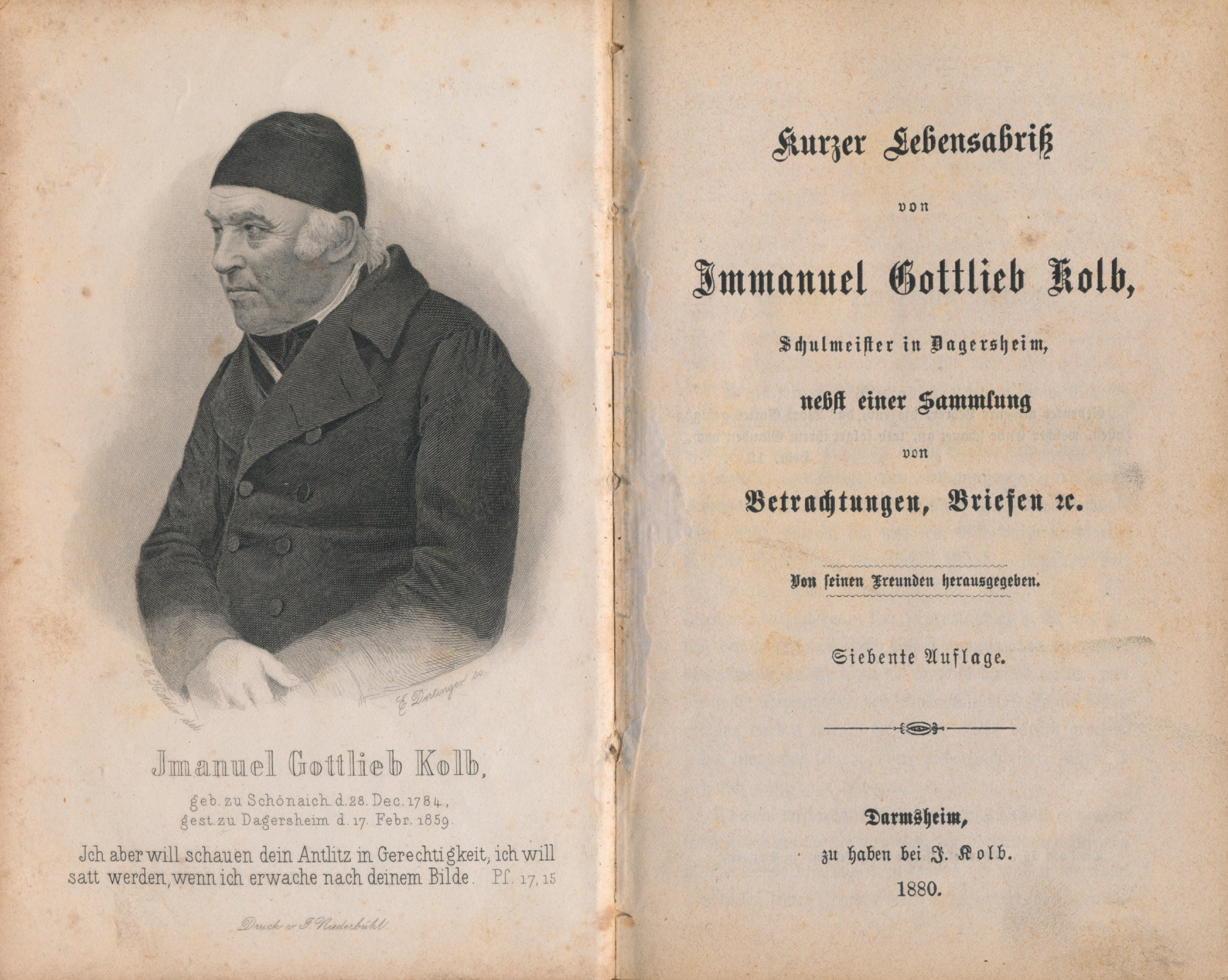
Kurzer Lebensabriß von Immanuel Gottlieb Kolb, Schulmeister in Dagersheim, nebst einer Sammlung von Betrachtungen, Briefen etc. 7. Auflage. Darmsheim 1880.

Im Februar 1807 verließ er Denkendorf zugunsten einer durch den Tod seines Onkels freigewordenen Stelle als Schulmeister in Dagersheim. Zu seinen dortigen Tätigkeiten zählten neben Unterricht auch Leichen- und Hochzeitsreden. Außerdem nahm er bis zur Errichtung des Esslinger Lehrerseminars 1811 Schulincipienten (nicht akademisch gebildete Junglehrer) bei sich auf. Auch nach Bestehen des Lehrerseminars bildete er mit Sondergenehmigung des Konsistoriums einen entfernten Verwandten sowie einen Neffen privat zu Lehrern aus. In den ersten Jahren als Schulmeister in Dagersheim lebte Kolb weiterhin teilweise in großer Not.
Außer sich selbst und seinen Incipienten hatte Kolb außerdem verschiedene Kostgänger und häufige Besucher sowie verschiedene bedürftige Verwandte, die er bei sich aufnahm, zu versorgen. Seine größtenteils in Naturalien bezahlte Besoldung blieb in Jahren mit Missernten fast vollständig aus, so dass Kolb sich anfangs trotz seiner Stellung und seines bescheidenen Lebenswandels verschuldete.
In seiner Lebensführung orientierte er sich an Johann Friedrich Flattichs Hausregeln: neben dem Unterricht nahm er auch an allen anfallenden Haus- und Feldarbeiten teil, kleidete sich einfach, aß und trank mäßig und hielt sich selbst an die Ermahnungen, die er anderen gab.
In seiner ersten Zeit in Dagersheim kam Kolb in Kontakt mit dem Pietisten Michael Hahn, der wie Anton Egeler großen Einfluss auf ihn ausübte und ihn in seiner Sinnsuche mehr ansprach, als es die evangelische Kirche vermochte. Auch in Denkendorf schloss er sich einer pietistischen Gemeinschaft Hahn'scher Prägung an. Zurück in Dagersheim leitete er dann für viele Jahre die dortigen pietistischen Versammlungen, wofür aus Platzmangel bald das Schulhaus als Versammlungsort gewählt wurde, bevor die pietistische Gemeinde einen ausreichenden eigenen  Saal bezog.
Nach Michael Hahns Tod 1819 wurde Kolb die Herausgabe von dessen schriftlichem Nachlass übertragen. Neben einer 13-bändigen Nachlass-Ausgabe gab Kolb im Lauf mehrerer Jahre auch noch die Schatzkästlein benannten kommentierten Auswahlbände heraus.
Er wurde, vor allem in der Lebensmitte, von verschiedenen langwierigen Krankheiten, u. a. Halsentzündungen, einseitigem Kopffieber und jahrelangen Zahnschmerzen, heimgesucht, trotz denen er seine Aufgaben meist weiter ausübte. 1831 unternahm er eine Kurreise in die Schweiz. In späteren Jahren, als er selbst gesundheitlich stabiler war, nahm er an Krankheiten anderer Anteil und spendete durch seine Erfahrungen Trost.
1840 bestellte er seinen Neffen, den er bereits früher bei sich aufgenommen, zum Hilfslehrer ausgebildet und 1827 wieder als Provisor zugeteilt bekommen hatte, zu seinem Amtsverweser. Damit zog er sich aus dem aktiven Berufsleben zurück. Gleichwohl kümmerte er sich weiter um das pietistisch geprägte Schulwesen, indem er um 1845 Lehrer für das Töchterinstitut von Friedrich Weidle und Charlotte Reihlen vermittelte. 1850 gab er das Amt des Schulmeisters auf und bezog eine Privatwohnung. Anlässlich seines Ruhestandes wurde er von der Gemeinde Dagersheim mit einem goldenen Pokal und der Ehrenbürgerwürde geehrt. 1855 wurde er auch zum Ehrenbürger der Gemeinde Korntal ernannt. Nach kurzer Krankheit verstarb er am Morgen des 17. Februar 1859.

## „Kämpfe den guten Kampf des Glaubens“
Kolb verstand das Christenleben vor allem als einen auf dem festen Glauben gründenden „Kampf“ oder „Wettlauf“. In seinen biblischen Betrachtungen schreibt er:
„Der kindliche Glaube an den, der uns zuvor so hoch geliebt hat und in alle Ewigkeit hinein lieben will, und die aus diesem Glauben fließende Hoffnung erzeugt eine immer reinere, bewährte Liebe, welche die verschiedenen Reinigungs-, Läuterungs- und Bewährungsarten aushalten kann, die Gott anzuwenden für nötig hält. […] Er [sc. Jesus Christus] hat nicht nur alles mehr oder weniger Schwere, das in meinem Lauf vorkommt, haargroß in denselben hineingeordnet, sondern auch alles für mich schon durchgemacht.“